# Lengua egipcia tardía
La lengua egipcia tardía, egipcio tardío o neoegipcio es la fase de las lenguas egipcias que fue escrita desde la época del Imperio Nuevo a alrededor del 1350 a. C. en el Período de Amarna. Los textos escritos íntegramente en egipcio tardío datan del periodo ramésida y posteriormente. El egipcio tardío sucedió, pero no sustituyó totalmente, al  egipcio medio como lengua literaria.

## Literatura en egipcio tardío
El egipcio tardío está representado por un gran cuerpo de literatura religiosa y secular, que incluye ejemplos como la Historia de Unamón, los poemas de amor de los papiros Chester Beatty I o las Enseñanzas de Ani. Las sebayts o "enseñanzas" se convirtieron en un género literario popular durante el Imperio Nuevo, en forma de consejos sobre el comportamiento apropiado en cada circunstancia. Fue también la lengua de la administración ramésida.

## Diferencias entre egipcio medio y tardío
El egipcio tardío no es completamente diferente al egipcio medio, ya que muchos de los "clasicismos" aparecen en documentos históricos y literarios en esta fase. Sin embargo, la diferencia entre el egipcio medio y el tardío es mayor que la que existe entre el egipcio medio y el antiguo: 
- De ser una lengua sintética pasó a ser analítica.[4] Su relación ha sido descrita como similar a la existente entre el latín y el italiano.[5]
- El egipcio tardío escrito tuvo, aparentemente, mejor representación que el egipcio medio de la lengua hablada en el Imperio Nuevo y más allá. Las consonantes débiles 3, w, j así como la terminación femenina .t fueron cayendo cada vez más, aparentemente porque dejaron de ser pronunciadas.
- Los pronombres demostrativos p3 (masc.), t3 (fem.), and n3 (pl.) fueron utilizados como artículos definidos.
- La antigua forma sḏm.n=f (escuchó) del verbo fue sustituido por sḏm=f, que tenía tanto aspectos prospectivos (escuchará) como perfectivos (escuchó). El tiempo pasado también se formaba con el verbo auxiliar jr (hacer), como en jr=f saHa=f (le ha acusado).
- Los adjetivos como atributos de nombres son a menudo sustituidos por los nombres.

## Evolución durante el primer milenio antes de Cristo
La ortografía de los jeroglíficos produjo una enorme expansión en su inventario grafémico entre los períodos Dinástico Tardío y Ptolemaico.
El egipcio medio tuvo un renacimiento después del Tercer Período Intermedio, cuando fue utilizado a menudo en textos jeroglíficos y hieráticos en lugar del egipcio tardío.

### Gramáticas del egipcio tardío
- J. Cerny, S. Israelit-Groll, C. Eyre, A Late Egyptian Grammar, 4ª edición actualizada. Biblical Institute, Roma, 1984.
- Paul J. Frandsen. An outline of the Late Egyptian Verbal System, Copenhague. 1974.